# Quartiere vecchio di Hanoi

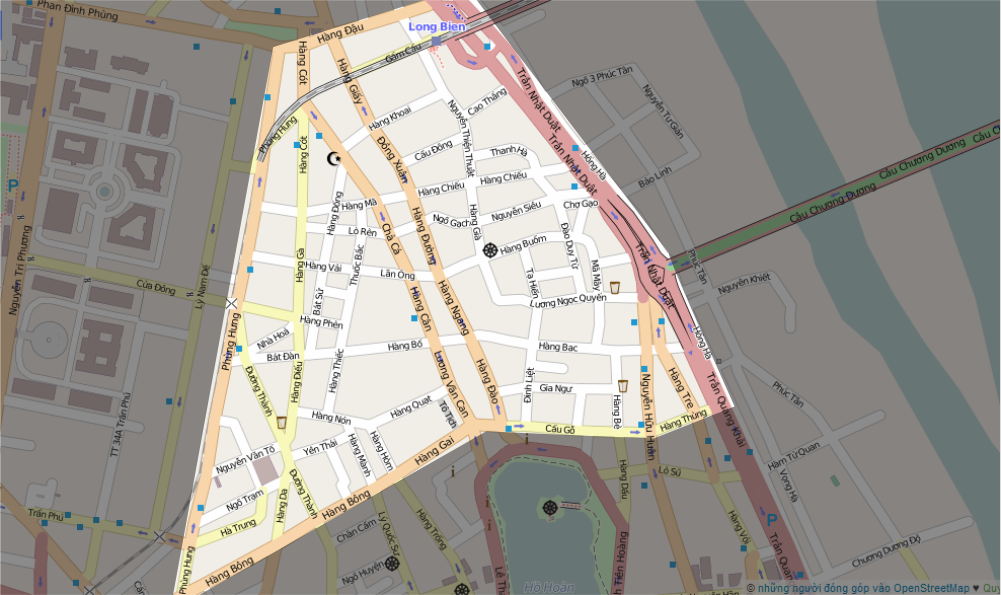
I confini ufficiali del quartiere vecchio di Hanoi

Il quartiere vecchio di Hanoi (Phố cổ Hà Nội in vietnamita) è il centro storico della capitale vietnamita, situato al di fuori della cittadella imperiale di Thăng Long. La zona era il centro residenziale, commerciale e produttivo della città ed ogni strada era specializzata in un tipo particolare di artigianato o commercio. La zona è anche nota come le 36 strade (in vietnamita: Hà Nội 36 phố phường). Ufficialmente fa parte del distretto di Hoàn Kiếm ed è suddiviso in 10 circoscrizioni, coprendo una superficie di circa 100 ettari.

## Estensione
I confini ufficiali del quartiere vecchio sono stati stabiliti nel 1995 da un decreto del ministero dei lavori pubblici vietnamita. A nord è delimitato da via Hàng Đậu, ad ovest da via Phùng Hưng, a sud dalle vie Hàng Bông, Hàng Gai, Cầu Gỗ e Hàng Thùng e ad est dalle vie Trần Quang Khải e Trần Nhật Duật. Alcune delle vie storiche della città si trovano al di fuori di questa zona, che è stata scelta per essere quella con la più alta densità di strade antiche e per aver mantenuto il suo carattere storico.

## Storia

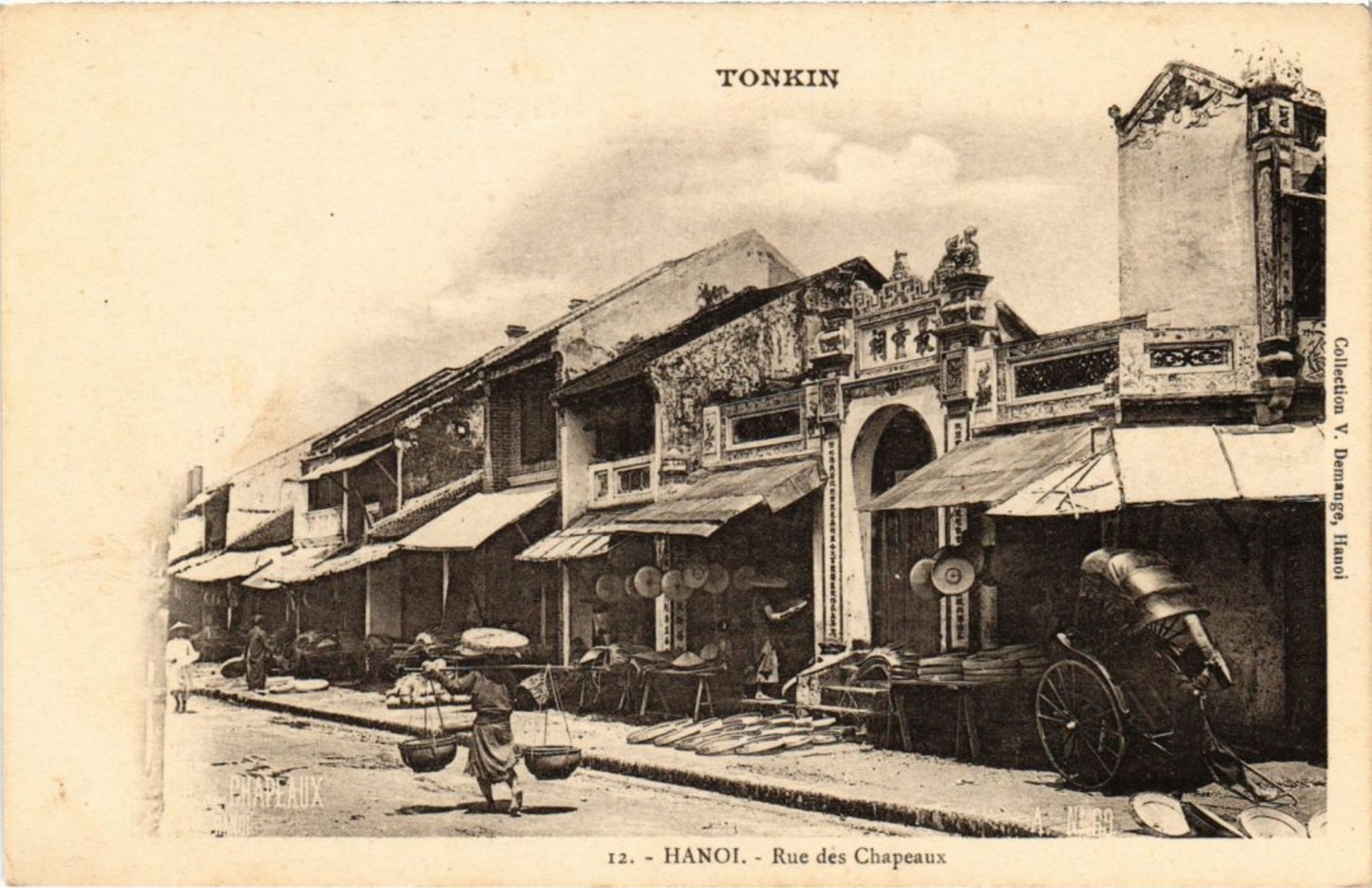
La via dei cappelli (Hàng Nón) in una cartolina d'epoca

La zona residenziale e commerciale del quartiere vecchio venne occupata inizialmente durante le dinastie Lý e Trần e si trovava ad est della cittadella imperiale di Thăng Long, lungo le rive del fiume Rosso. Già nel periodo della dinastia Lê alcune strade erano specializzate in un particolare tipo di commercio. La zona era anche circondata da un muro difensivo dotato di diverse porte. Nella zona si trovavano anche vari laghi ed aree paludose, il più grande dei quali era il lago Thái Cực, connessi con il lago Hoàn Kiếm e il fiume rosso. Sul finire del XIX secolo questi laghi e fiumi vennero progressivamente prosciugati e incanalati. Nei periodi Lý e Trần la popolazione della zona continuò a crescere in seguito alla migrazione di numerosi contadini provenienti dalle zone circostanti e all'arrivo di immigrati cinesi attivi nel commercio, che crearono diversi quartieri cinesi nella zona.
Durante il periodo francese il quartiere venne parzialmente ricostruito e numerosi commercianti francesi ed indiani si trasferirono nella zona. Due piccoli mercati vennero demoliti per fare spazio al nuovo mercato di Đồng Xuân e una linea tranviaria venne costruita attraverso il quartiere.

## Le 36 strade
La caratteristica più famosa del quartiere vecchio è la suddivisione in aree commerciali specializzate in un solo tipo di prodotto. Artigiani del luogo e provenienti dai villaggi vicini si riunivano in una specifica strada per vendere i loro prodotti a seconda del tipo di merce, dando a loro volta il nome alle strade del quartiere. La maggior parte dei nomi delle strade della zona inizia con la parola 'hàng', vietnamita per merci. In questo modo via Hàng Tre è la "strada delle merci di bambù".
Attualmente alcune delle strade hanno mantenuto questa suddivisione storiche, mentre altre hanno cambiato specializzazione. Ad esempio via Hàng Buồm, o strada delle vele, è oggi specializzata in prodotti dolciari.

## Architettura
Nel quartiere vecchio si trovano molti edifici antichi tra cui templi, pagode e sale di assemblea. La maggior parte delle strade degli artigiani avevano un tempio dedicato alla venerazione del leggendario fondatore del tipo di artigianato, il cui piano terra era anche utilizzato per scopi commerciali. Molti di questi templi sono stati demoliti ma ne rimangono alcuni esempi tra cui i templi di Mã Mây e Kim Cổ.
Il quartiere vecchio era protetto da un muro di cinta, oggi demolito, e da varie porte. L'unica oggi rimasta è quella di Quan Chưởng, sul lato est del quartiere.
Gli edifici caratteristici della zona risalgono principalmente al XVIII e XIX secolo e presentano tetti di tegole spioventi, mentre la facciata sulla strada fungeva da ingresso nel negozio. Durante il corso dell'ultimo secolo il numero di questi edifici tradizionali è diminuito per fare spazio a costruzioni moderne.